# 3군 통합 항공기 제식 체계

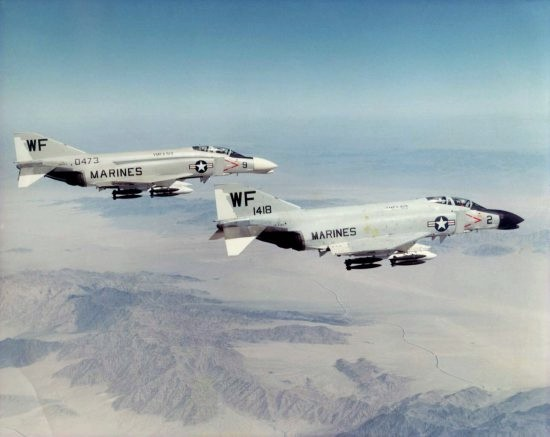
통합 제식 체계 도입 전, F-4 팬텀 II는 미 해군에 의해 F4H, 미 공군에 의해 F-110 스펙터로 명명되었다.

3군 통합 항공기 제식 체계는 1962년 미국 국방부가 모든 미국 군용기를 명명하기 위해 도입한 통합 시스템이다. 이전에는 미군 각 군이 별도의 명명 시스템을 사용했다.
1962년 9월 18일 공식적으로 도입된 3군 통합 제식 체계에 따라, 거의 모든 항공기는 미국 공군(USAF), 미국 해군(USN), 미국 해병대(USMC), 미국 육군, 미국 우주군(USSF) 또는 미국 해안경비대(USCG)에 의해 운용되든 상관없이 통합된 명칭을 받는다. 제조업체나 미국 항공 우주국이 운용하는 실험 항공기도 종종 3군 통합 체계의 X-시리즈에서 명칭을 부여받는다.
1962년 시스템은 1948년부터 1962년까지 USAF에서 사용된 시스템을 기반으로 했으며, 이는 다시 1924년부터 1948년까지 사용된 유형, 모델, 시리즈 USAAS/USAAC/USAAF 시스템을 기반으로 했다. 1962년 시스템은 도입 이후 수정 및 업데이트되었다.

## 역사
3군 통합 체계는 1962년 7월 6일 국방부 지시 4505.6 "군용 항공기 지정, 재지정 및 명명"에 의해 처음 제정되었으며, 1962년 9월 18일 공군 규정(AFR) 66-11, 육군 규정(AR) 700-26, 무기국 지시(BUWEPSINST) 13100.7을 통해 시행되었다. 일화에 따르면, 3군 통합 체계는 당시 해군과 공군이 사용하던 다른 제식 체계로 인해 국방부 장관 로버트 맥나마라가 혼란과 좌절을 겪었기 때문에 부분적으로 도입되었다고 한다. 이로 인해 미 해군의 F4H 팬텀 II와 미 공군의 F-110 스펙터가 본질적으로 동일한 전투기를 지칭하는 데 모두 사용되었다.
3군 통합 항공기 제식 체계는 1974년 3월 27일에 발행된 공군 규정(AFR) 82-1/육군 규정(AR) 70-50/해군 물자사령부 지시(NAVMATINST) 8800.4A에 명시된 1963년 로켓 및 유도 미사일 제식 체계와 함께 제시되었으며, 이후 공동 발행물에서 두 시스템이 동시에 제시되고 유지되었다.
가장 최근의 변경 사항은 합동 규정 4120.15E "군용 항공우주 차량 지정 및 명명"에 의해 의무화되었으며, 2020년 11월 3일 공군 지시(AFI) 16-401, 육군 규정(AR) 70-50, 해군 항공 시스템 사령부 지시(NAVAIRINST) 13100.16을 통해 시행되었다. 군용 항공기 목록은 2018년 8월 31일 data.af.mil로 전환될 때까지 4120.15-L "군용 항공우주 차량 모델 지정"을 통해 유지되었다.

## 제식 체계
이 시스템은 다음과 같은 형식의 임무-설계-계열(MDS) 명칭을 사용한다.
(상태 접두사)(수정된 임무)(기본 임무)(차량 유형)-(설계 번호)(계열 문자)
이 구성 요소들 중 기본 임무, 설계 번호, 계열 문자만이 필수적이다. 특수 차량의 경우 차량 유형 기호도 포함되어야 한다. 미 공군은 이 지정 시스템을 "MDS"라고 특징짓는 반면, 해군, 해병대 및 해안경비대는 여전히 이를 유형/모델/계열(T/M/S)이라고 부른다.

### 상태 접두사
이 선택적 접두사는 연구, 테스트 및 개발과 같이 정상적인 작전을 수행하지 않는 항공기에 붙는다. 접두사는 다음과 같다.
- e: 디지털 개발
- G: 영구 지상 배치
- J: 특수 시험, 임시
- N: 특수 시험, 영구
- X: 실험용
- Y: 시제품
- Z: 계획 중

임시 특수 시험은 시험 완료 후 항공기가 정상 서비스로 복귀할 예정임을 의미하며, 영구 특수 시험 항공기는 그렇지 않다. 계획 코드는 더 이상 사용되지 않지만, "설계 중"인 항공기를 지정하기 위한 것이었다. 예를 들어, 이 시스템을 사용하면 F-13과 같은 기체는 설계 단계에서 처음에는 ZF-13으로 지정되었을 수 있으며, 시제품을 제작하기 전에 실험적 테스트가 필요한 경우 XF-13, YF-13이 될 수 있다. 최종 생산 모델은 단순히 F-13으로 지정된다(최초 생산 변형은 F-13A). 이 예시를 계속하면, 일부 F-13은 서비스 수명 동안 개조 테스트 또는 새로운 설계 연구에 사용되어 JF-13 또는 NF-13으로 지정될 수 있으며, 마침내 수년간의 서비스 후 안전 또는 경제적인 이유로 GF-13으로 영구적으로 지상 배치될 수 있다.

### 수정된 임무
제조 후 개조되거나 특정 설계의 표준 기체와 다른 임무를 위해 제작된 항공기에는 수정된 임무 코드가 할당된다. 다음과 같다.
- A: 공격기
- B: 폭격기
- C: 화물기 (예: 수송)
- D: 드론 지휘기
- E: 전자전
- F: 전투기
- H: 탐색 구조 및 의무 후송
- K: 공중급유기
- L: 한랭지 작전용 개조
- M: 다목적 (예: 특수 작전)
- O: 관측
- P: 해상 초계
- Q: 무인 항공기
- R: 수색정찰
- S: 대잠수함전
- T: 훈련기
- U: 다목적
- V: VIP 수송
- W: 기상 관측

다목적 및 유틸리티 임무는 동일하게 간주될 수 있다. 그러나 특정 범주의 임무를 수행하는 다목적 항공기에 적용된다. M-항공기는 싸움 또는 특수 작전을 수행하는 반면, U-항공기는 수송(예: UH-60) 및 전자전(예: MC-12)과 같은 전투지원부대 임무를 수행한다. 역사적으로 미 해안경비대의 대부분의 항공 자산은 H-코드를 포함했다(예: HH-60 제이호크 또는 HC-130 허큘리스). 21세기에는 해안경비대가 무장 구조 헬리콥터에 다목적 명칭을 사용했다.(MH-60 제이호크 또는 MH-65 돌핀)

### 기본 임무
모든 항공기는 기본 임무 코드를 할당받아야 한다. 어떤 경우에는 기본 임무 코드가 더 적합한 수정된 임무 코드 중 하나로 대체된다(예: MH-53J 페이브 로우 III의 M). 정의된 코드는 다음과 같다.
- A: 공격기 (전술 공대지 임무용)
- B: 폭격기 (전략 공대지 임무용)
- C: 화물기 (즉, 수송)
- E: 특수 전자 시설
- F: 전투기
- K: 공중급유기 (1977년에서 1985년 사이에 폐지됨)
- L: 레이저 장착
- O: 관측 (전방 항공 통제)
- P: 해상 초계
- R: 수색정찰
- S: 대잠수함전
- T: 훈련기
- U: 다목적
- X: 특수 연구

시스템 도입 이후 수십 년 동안 다목적 전투기의 등장은 공격기와 전투기 간의 차이에 대한 혼란을 야기했다. 현재의 제식 체계에 따르면, 공격기(A)는 주로 공대지 임무(또는 "공격 임무")를 위해 설계된 반면, 전투기 범주 F는 주로 공대공 전투를 위해 설계된 항공기뿐만 아니라 공격 임무를 위해 설계된 다목적 항공기도 포함한다. 공군은 심지어 F-111 아드바크 및 F-117 나이트호크와 같이 공격 전용 항공기에도 F 명칭을 부여했다.
현재 미 공군에서 A로 지정된 유일한 항공기는 A-10 선더볼트 II이다. 미 해군과 미 해병대의 마지막 최전선 A 지정 항공기는 A-6 인트루더였으며, 해군 서비스에 남아있는 엄격히 A 지정 고정익 항공기는 이민트 퓨리 프로그램에 따라 임대된 A-29 슈퍼 투카노가 유일하다.
이러한 코드 시리즈 중 어떤 일반 항공기도 시스템에 부합하는 방식으로 K 또는 R 기본 임무 코드를 할당받지 못했다.

### 차량 유형
차량 유형 요소는 항공우주 비행체의 유형을 지정하는 데 사용된다. 다음 범주 중 하나에 속하지 않는 항공기(대부분의 고정익 항공기)는 유형 지정자를 가질 필요가 없다. 유형 범주는 다음과 같다.
- D: 무인 항공기(UAV) 제어 세그먼트
- G: 글라이더
- H: 헬리콥터
- Q: 무인 항공기
- S: 스페이스플레인
- V: 수직 이착륙기/단거리 이착륙기 (VTOL/STOL)
- Z: 경비행기

UAV 제어 세그먼트는 항공기가 아니라 UAV를 지휘하는 데 사용되는 지상 제어 장비이다. 최근 몇 년에 들어서야 항공기가 스페이스플레인으로 지정되었는데, 제안된 MS-1A가 그러하다.

### 설계 번호
제식 체계에 따르면, 특정 차량 유형 또는 기본 임무(유인, 고정익, 동력 항공기의 경우)의 항공기는 연속적으로 번호가 매겨지고, 번호 시리즈는 다시 시작되어 일부 재지정된 해군 항공기와 후속 신규 설계가 더 이상 사용되지 않는 USAAC/USAAF 지정과 중복되기도 했다(예: 록히드 F-5 및 노스롭 F-5). 다른 문자 시퀀스와 혼동을 피하거나 제조업체의 모델 번호와 일치시키기 위해 번호를 할당하지는 않았다. 최근에는 이 규칙이 무시되어 항공기가 모델 번호와 동일한 설계 번호를 받거나(예: KC-767A), 한 시리즈에서 다른 시리즈로 전송될 때 설계 번호를 유지했다(예: X-35가 F-35가 됨).

### 계열 문자
동일한 기본 항공기 유형의 다른 버전은 "A"로 시작하여 순차적으로 증가하는 단일 문자 접미사를 사용하여 구분된다(숫자 "1" 및 "0"과의 혼동을 피하기 위해 "I" 및 "O"는 건너뛴다). 새로운 계열 문자를 부여할 만큼 얼마나 많은 수정이 필요한지는 명확하지 않다. 예를 들어, F-16C 생산은 시간이 지남에 따라 광범위하게 다양했다. 새로운 임무를 수행하기 위한 항공기 개조가 반드시 새로운 접미사를 필요로 하지는 않지만(예: 정찰용으로 개조된 F-111C는 RF-111C로 지정됨), 종종 새로운 문자가 할당된다(예: 탐색 및 구조 임무용으로 개조된 UH-60A는 HH-60G로 지정됨).
일부 계열 문자는 1962년 이전 해군 명칭과의 혼동을 막기 위해 건너뛰었다. 예를 들어, F-4 팬텀 II에는 "H" 버전이 없었는데, 이 항공기 유형은 이전에 F4H로 지정되었기 때문이다.

## 해당 체계 외의 항공기 명칭
1962년 시스템이 도입된 이래로 비체계적인 항공기 명칭과 설계 번호 건너뛰기 사례가 여러 번 있었다.

### 체계에 벗어난 명칭
가장 일반적인 변경 사항은 다음 사용 가능한 번호(117, 767, 71) 대신 다른 시리즈의 번호나 다른 선택을 사용하는 것이다. 또 다른 방법은 문자의 순서를 변경하거나 기존 문자 대신 새로운 약어 기반 문자(예: SR)를 사용하는 것이다. 비체계적 명칭은 국방부가 그러한 명칭을 승인할 최종 권한을 가지므로 공식적이고 정확하다.
- A-29

일시적으로 "A-14A"로 지정되었다가 브라질 명칭과 일치시키기 위해 "A-29B"로 변경되었다.
- A-37 드래곤플라이

A 시리즈의 다음 사용 가능한 번호(A-8) 대신 모기인 T-37 트위트의 설계 번호를 사용했다. 처음에는 A 임무 수정자와 T-37 시퀀스를 계속하는 D 계열 문자를 사용하여 YAT-37D로 지정되었으나, 개발 중 YA-37A로 재지정되었다.
- B-21

B 시리즈의 다음 사용 가능한 번호(B-3) 대신 21세기 최초의 폭격기 유형으로서 "B-21"로 지정되었다.
- E-130J

E 시리즈의 다음 사용 가능한 번호(E-12) 대신 모기 유형인 C-130J 허큘리스의 설계 번호와 접미사 문자를 모두 사용한다.
- EA-37B

항공기의 능력을 더 잘 반영하기 위해 EC-37B에서 재지정되었다. 새로운 명칭은 A-37B 드래곤플라이와 충돌한다.
- F/A-18 호넷, 그리고 일시적인 F/A-16 및 F/A-22.

원래 해군은 호넷의 두 가지 변형을 계획했다: F-18 전투기와 A-18 경공격기. 개발 중 "F/A-18"은 두 변형을 모두 지칭하는 약어로 사용되었다. 해군이 두 임무를 모두 수행할 수 있는 단일 항공기를 개발하기로 결정했을 때, 제식 체계가 슬래시나 다른 문자를 허용하지 않음에도 불구하고 "F/A" 명칭이 고수되었다. AF-18은 적합했을 것이다. F-22의 명명에서도 유사한 문제가 있었는데, 잠시 F/A-22로 재지정되었다. 제안된 폭격기 변형은 FB-22였다(이는 더 적절하게는 BF-22로 지정되었어야 했다).
- F-15EX 이글 II

다음 사용 가능한 표준 계열 문자(F-15L) 대신 비표준 EX 계열 문자를 사용한다.
- F-35 라이트닝 II

다음 사용 가능한 F 시리즈 번호(24) 대신 X플레인 명칭(X-35)의 설계 번호를 사용했다.
- FB-111 아드바크

폭격기 시퀀스에서 다음 사용 가능한 번호를 사용했어야 했지만, 1962년 이전 시스템의 F-111과의 공통성을 위해 111이 유지되었다.
- F-117 나이트호크

1962년 이전 시스템에서 이어지는 시리즈의 일부로 지정되었으며, 나중에는 정부가 획득한 외국 항공기를 식별하는 데 사용되었다. 예를 들어, YF-113은 MiG-23이었다. 또한, 전투기로서의 기본 임무 지정은 공대공 능력을 의미하지만, F-117은 어떠한 능력도 보유하지 않는다. 소련 AWACS 항공기에 대한 사용을 위한 공대공 능력에 대한 추측과 일화적 보고가 있었다.
- KC-767[1]

보잉의 모델 번호를 사용하기 위해 수백 개의 C-시리즈 번호를 건너뛰었다. 일치하는 기본 임무 및 수정된 임무 문자를 가지고 있다. 외국 공군에 판매되는 항공기에만 사용된다. 미 공군은 보잉 767 기반 급유기인 KC-46을 주문했다.
- MV-75

벨 V-280 발러의 군용 명칭은 V-26부터 V-74까지의 지정 번호를 건너뛴다. 75는 다음 사용 가능한 헬리콥터 시퀀스 번호에 가깝지만, H-74를 건너뛴다.
- RC-7B

관련 없는 C-7 캐리부와 명칭이 충돌했다. 2004년 8월 EO-5C로 재지정되었다.
- SR-71

SR-71 지정자는 XB-70 발키리로 끝난 1962년 이전 폭격기 시리즈의 연속이다. B-70은 시험 후반기에 정찰/공격 역할로 제안되었으며, RS-70으로 지정되었다. 미 공군은 대신 록히드 A-12를 추진하기로 결정했으며, 이 항공기는 RS-71(정찰/감시; 대잠수함전을 위한 S 임무 지정과는 무관)로 불렸다. 당시 미 공군 참모총장 커티스 르메이 장군은 SR(전략 정찰) 명칭을 선호했으며, 정찰기를 SR-71로 명명하기를 원했다. 1964년 2월 29일 존슨 대통령이 블랙버드를 발표하기 전에 르메이는 존슨의 연설을 RS-71 대신 SR-71로 읽도록 로비했다. 당시 언론에 제공된 언론 자료에는 여전히 이전의 RS-71 지정이 일부 남아 있었고, 대통령이 항공기 명칭을 잘못 읽었다는 오해가 생겼다.
- TR-1

U-2의 변형; 자체 수정 임무 문자(T는 전술용)와 기본 임무 문자(R은 정찰용)를 사용한다. U-2는 처음에는 정찰 능력을 숨기기 위해 "다목적"으로 지정되었다. 항공기가 격추된 후 이러한 속임수는 무의미해졌다. 1981년에 처음 비행한 TR-1은 통일성을 위해 1991년에 U-2R로 재지정되었다.
- 역사적 명칭 재사용: 몇몇 항공기는 은퇴한 역사적으로 중요한 항공기에 대한 경의를 표하기 위해 비체계적인 명칭을 받았다.
  - F-47: 보잉이 개발한 6세대 전투기이다. 이 명칭은 리퍼블릭 P-47 선더볼트에 대한 경의, 1947년 USAF 창립, 그리고 프로젝트에 대한 도널드 트럼프(제47대 미국 대통령)의 지지를 인정하여 선택되었다.[34]
    - P-47은 1947년에 추격기(P) 명칭이 전투기(F)로 대체되면서 F-47로 재지정되었다.
    - 페어차일드 리퍼블릭 A-10 선더볼트 II도 P-47에 경의를 표한다.

  - OA-1K 스카이레이더 II: A 시리즈의 다음 사용 가능한 번호(14)를 사용하는 대신, 오랫동안 은퇴한 무관한 A-1 스카이레이더의 "튼튼하고 다재다능한 특성"을 "[갱신]하기" 위해 지정되었다.[35] A-1J는 마지막 생산 변형이었다.
  - 비치크래프트 T-6 텍산 II: 터보프롭 훈련기. 이전의 노스아메리칸 T-6 텍산에 경의를 표하기 위해 훈련기 유형의 설계 번호 4와 5를 건너뛰었다.

- 민간 모델 번호 사용: 수많은 시리즈 번호가 민간 모델 번호를 사용하기 위해 건너뛰어졌다.
  - MH-90 인포서: MD 900 및 MD 902의 무장 버전으로 미국 해안경비대용이다. 1998년부터 2000년까지 헬리콥터 인터딕션 전술 비행대가 운용했다.
  - MH-139 그레이 울프: AW139의 보안 및 지원 임무 변형으로 미국 공군용이다.
  - TH-66 세이지: 로빈슨 R66의 군사 훈련 변형으로 미 육군 FAA 파트 141 헬리콥터 비행 학교 파일럿 프로그램용이다. 항공기는 보잉-시코르스키 RAH-66 코만치와 동일한 차량 유형 및 설계 번호(H-66)를 공유한다.
  - UC-880: 컨베어 880의 공중 급유기 변형으로 미국 해군이 운용했다.
  - VH-92: 시코르스키 S-92의 대통령 수송 변형으로 미국 해병대가 운용한다.

### 건너뛴 설계 번호
설계 번호 "13"은 미신과의 연관성 때문에 많은 임무 및 차량 시리즈에서 건너뛰어졌다. 일부 번호는 프로젝트에 요청 및 할당되었지만 항공기가 제작되지 않아 건너뛰어졌다.
다음 표는 1962년 시스템에서 건너뛴 설계 번호를 나열한다.
| 임무 또는 차량 시리즈 | 건너뛴 번호                    | 다음 사용 가능한 번호 |
| --------------------- | ------------------------------ | --------------------- |
| A                     | 8#, 11, 13                     | 14                    |
| B                     | 3–20                           | 22                    |
| C                     | 13, 16, 30, 34, 36, 39, 42–44† | 47                    |
| D (지상)              |                                | 5                     |
| E                     | 7                              | 12                    |
| F                     | 13, 19‡                        | 24                    |
| G                     | 13                             | 17                    |
| H (원본 시퀀스)       | 36, 38, 44, 45, 69             | 74                    |
| H (대체 시퀀스)       |                                | 7                     |
| L                     |                                | 2                     |
| O                     |                                | 7                     |
| P                     | 1, 6                           | 10                    |
| Q                     | 13                             | 28                    |
| R                     |                                | 2                     |
| S (대잠수함전)        | 1                              | 4                     |
| S (스페이스플레인)    |                                | 2                     |
| T (1990 시퀀스)       | 2*, 4**, 5**                   | 8                     |
| V                     | 13, 14, 17, 19, 21             | 25                    |
| Z                     |                                | 5                     |

#: A-8은 기술적으로 건너뛰었지만, AV-8 해리어는 "V" 차량 유형 시퀀스 내에서 번호를 받았다. V 시퀀스 내에서는 AV-12로 지정되었어야 한다(라이언 XV-8 "플립"이 이미 존재했기 때문). 또한, 1960년대의 제너럴 다이내믹스 모델 100 공격기 제안은 A-8A로 언급되었지만, USAF에서 이 명칭이 공식적으로 부여되었는지는 불분명하다.
†: C-42부터 C-44까지의 명칭은 에어버스에 의해 KC-45를 위해 건너뛰어졌다. 이 명칭들은 C-46으로 시퀀스가 이어지지 않고 마지막으로 순차적인 명칭에서 이어지지 않았기 때문에 건너뛴 것으로 간주된다.
‡: 수십 년 동안 최고 기밀 스텔스 전투기인 F-19의 존재에 대한 소문이 있었고, 1986년 7월 넬리스 공군기지 근처에서 USAF가 추락 현장을 봉쇄한 후 소문이 널리 퍼졌지만, 추락한 항공기는 당시 기밀이었던 F-117로 밝혀졌다. 실제 F-19 프로그램에 대한 결정적인 증거는 아직 나타나지 않았다.
*: 당시 서비스 중이던 노스아메리칸 T-2 버카이와의 혼동을 피하기 위해 건너뛰었다.
**: T-4와 T-5 명칭은 제2차 세계 대전 시대의 노스아메리칸 T-6 텍산을 기리기 위해 레이시온에 의해 T-6으로 건너뛰어졌다. 이 명칭들은 T-7으로 시퀀스가 이어지지 않고 마지막으로 순차적인 명칭에서 이어지지 않았기 때문에 건너뛴 것으로 간주된다.

## 제조사 코드
1939년 이후, 제조사와 생산 공장을 식별하기 위해 2글자 제조사 코드가 명칭에 추가되었다. 예를 들어, F-15E-50-MC에서 "MC"는 미주리주 세인트루이스에 있는 맥도널 더글러스 공장의 코드이다.

## 블록 번호
1941년, 생산 블록 간의 사소한 장비 변화를 보여주기 위해 블록 번호가 명칭에 추가되었다. 블록 번호는 모델 접미사와 제조사 코드 사이에 명칭에 나타난다(예: F-100D-85-NH). 처음에는 숫자 순서로 -1, -2, -3으로 증가했지만, -1, -5, -10, -15와 같이 5단위로 증가하도록 변경되었다. 블록 번호의 간격은 인도 후 개조에 사용될 수 있었다. 예를 들어, F-100D-85-NH는 현장에서 F-100D-86-NH로 개조될 수 있었다. 모든 유형이 블록 번호를 사용한 것은 아니다.

## 같이 보기
- 미국 3군 통합 항공기 제식 목록
- 영국 군용기 제식 체계
- 선체 분류 기호
- 이탈리아군 항공기 제식 체계
- 일본 군용기 제식 체계
- 미국 군용기 목록
- RLM 항공기 제식 체계
- 소련 군용기 제식 체계
- 미국 군용기 제식 체계

## 내용주
1. ↑  AFR 82-1/AR 70-50/NAVMATINST 8800.4A는 1971년 11월 24일 발행된 DoD Directive 4120.15 "군용 항공기, 로켓 및 유도 미사일 지정 및 명명"을 시행하기 위해 발행되었다.
2. ↑  가장 최신 버전은 2020년 9월 17일(변경 2 포함)자 DoD Directive 4120.15E로, 2004년 11월 29일자 DoD Directive 4120.15E의 업데이트 버전이다.
3. ↑  DoDD 4120.15E는 Air Force Policy Directive (AFPD) 16-4에 의해 제정되며, 이는 AFI 16-401/AR 70-50/NAVAIRINST 13100.16에 의해 시행된다.

### 인용
1. 1 2 3 4  “DoDD 4120.15-L MODEL DESIGNATION OF MILITARY AEROSPACE VEHICLES August 31 2018” (PDF). US DoD Executive Services Directorate. 2018년 8월 31일. 2022년 1월 19일에 원본 문서 (PDF)에서 보존된 문서. 2022년 4월 11일에 확인함.
2. ↑  Trapp, Robert E.; Berkeley, William P.; Egerland, Arnold V. (1967). “The Criteria for an Equipment Identification Coding System” (PDF). Air Force Institute of Technology School of Systems and Logistics. III-20쪽. 2022년 4월 13일에 원본 문서 (PDF)에서 보존된 문서. 2022년 4월 13일에 확인함.
3. ↑  “McDonnell F-110 Spectre/F-4C Phantom II”. 2018년 11월 12일. 2021년 5월 7일에 원본 문서에서 보존된 문서. 2022년 4월 13일에 확인함.
4. ↑  Scott, Jeff (2001년 2월 4일). “US Military Aircraft Designation Systems”. 《Aerospaceweb》. 2021년 2월 27일에 원본 문서에서 보존된 문서. 2022년 4월 13일에 확인함.
5. ↑  “United States Air Force Statistical Digest, Fiscal Year 1974” (PDF). Directorate of Management Analysis, Comptroller of the Air Force Headquarters. 1975년 4월 15일. 77쪽. 2022년 4월 12일에 원본 문서 (PDF)에서 보존된 문서. 2022년 4월 12일에 확인함.
6. ↑  “Annual Department of Defense Bibliography of Logistics Studies and Related Documents 1976”. Defense Logistics Studies Information Exchange. January 1976. 2쪽. 2022년 4월 12일에 원본 문서에서 보존된 문서. 2022년 4월 12일에 확인함.
7. ↑  “SECOND DESTINATION TRANSPORTATION PHASE 2 LMI TASK 75-4” (PDF). LOGISTICS MANAGEMENT INSTITUTE. January 1976. 2022년 4월 11일에 원본 문서 (PDF)에서 보존된 문서. 2022년 4월 11일에 확인함.
8. ↑  “DoDD 4120.15E November 29, 2004 Incorporating Change 2, September 17, 2020 Designating and Naming Military Aerospace Vehicles” (PDF). US DoD. 2020년 9월 17일. 2022년 3월 29일에 원본 문서 (PDF)에서 보존된 문서. 2022년 4월 11일에 확인함.
9. ↑  “AIR FORCE POLICY DIRECTIVE 16-4: 20 NOVEMBER 2018 ACCOUNTING FOR AEROSPACE VEHICLES AT UNITS AND INSTALLATIONS” (PDF). Department of Air Force E-Publishing. 2018년 11월 20일. 2022년 4월 12일에 원본 문서 (PDF)에서 보존된 문서. 2022년 4월 12일에 확인함.
10. 1 2 3 4 5 6  “DEPARTMENT AIR FORCE INSTRUCTION 16-401, ARMY REGULATION 70-50, NAVAIRINST 13100.16 3 November 2020 DESIGNATING AND NAMING DEFENSE MILITARY AEROSPACE VEHICLES” (PDF). Department of Air Force E-Publishing. 2020년 11월 3일. 2022년 3월 6일에 원본 문서 (PDF)에서 보존된 문서. 2022년 4월 11일에 확인함.
11. ↑  “Homepage”.
12. ↑  “Current Designations of U.S. Military Aircraft”.
13. ↑  2003 – Airborne Use of Force – Coast Guard Arms HH-65C and HH-60J Helicopters
14. ↑  《Designating and Naming Defense Military Aerospace Vehicles》 (PDF). United States Department of the Air Force. 2005년 4월 14일. 2012년 3월 2일에 원본 문서 (PDF)에서 보존된 문서. 2011년 1월 29일에 확인함. Attack: Aircraft designed to find, attack, and destroy land or sea targets.
15. ↑  16-401(I), pp. 17, "F – Fighter Aircraft designed to intercept and destroy other aircraft or missiles. Includes multipurpose aircraft also designed for ground support missions such as interdiction and close air support."
16. ↑  Zarzecki, Thomas W. (2002). 《Arms diffusion: the spread of military innovations in the international system》. New York [u.a.]: Routledge. 186쪽. ISBN 0-415-93514-8.
17. ↑  http://www.navytimes.com/article/20090313/NEWS/903130325/Navy-eyes-Super-Tucano-for-SpecOps-work
18. ↑  Francillon, René J. (1990). 《McDonnell Douglas Aircraft since 1920》 II. Annapolis, Maryland: Naval Institute Press. 205쪽. ISBN 1-55750-550-0.
19. ↑  “"Missing" USAF/DOD Aircraft Designations”. 《www.designation-systems.net》. 2024년 3월 15일에 확인함.
20. ↑  Martin, Mike (2016년 2월 26일). “Air Force reveals B-21 Long Range Strike Bomber” (보도 자료). AFNS. 2023년 11월 15일에 원본 문서에서 보존된 문서. 2016년 3월 2일에 확인함.
21. ↑  Finnerty, Ryan (2024년 10월 21일). “US Navy designates E-6B replacement the E-130J”. 《Flight Global》. 2024년 10월 21일에 확인함.
22. ↑  Trevithick, Joseph (2023년 11월 21일). “New 'Attack' EA-37B Moniker For USAF Electronic Warfare Jets”. 《The War Zone》 (미국 영어). 2024년 8월 29일에 확인함.
23. ↑  Jenkins, Dennis R. (2000). 《F/A-18 Hornet: A Navy Success Story》. New York: McGraw-Hill. 19–21쪽. ISBN 978-0-07-134696-2.
24. ↑  "F-22 Raptor fact sheet.".  U.S. Air Force, March 2009. Retrieved 23 July 2009.
25. ↑  Tirpak, John A. (October 2002). 《Long Arm of the Air Force》 (PDF). 《Air Force Magazine》 85. 28–34쪽. ISSN 0730-6784. OCLC 5169825. 2020년 3월 16일에 원본 문서 (PDF)에서 보존된 문서. 2017년 3월 8일에 확인함.
26. ↑  Patricia Trenner, "A Short (Very Short) History of the F-19". Air & Space Magazine, 1 January 2008.
27. ↑  MiG-23. FAS
28. ↑  Cenciotti, David (2020년 6월 3일). “"F-117s Had An Air-To-Air Capability With Secondary Mission To Shoot Down Soviet AWACS" Former Stealth Pilot Says”. 《The Aviationist》. 2022년 1월 21일에 원본 문서에서 보존된 문서. 2022년 4월 13일에 확인함.
29. ↑  "USAF selects Boeing for KC-X contract". Flight International
30. ↑  De Havilland RC-7B, designation-systems.net.
31. ↑  Merlin, Peter W. (July–August 2005). “The Truth is Out There... SR-71 Serials and Designations”. 《Air Enthusiast》. 118호 (Key Publishing). 4–5쪽. ISSN 0143-5450.
32. ↑  Non-Standard DOD Aircraft Designations. designation-systems.net
33. ↑  Jenkins, Dennis R. Lockheed U-2 Dragon Lady, pp. 60–61. North Branch, MN: Specialty Press, 1998. ISBN 1-58007-009-4.
34. ↑  “Eyeing China threat, Trump announces Boeing wins contract for secretive future fighter jet”. 《AP News》 (영어). 2025년 3월 21일. 2025년 3월 23일에 확인함.
35. ↑  “AFSOC reveals name for OA-1K: Skyraider II”. 《Air Force Special Operations Command》 (미국 영어). 2025년 2월 27일. 2025년 3월 10일에 확인함. AFSOCs newest airframe, the OA-1K, will officially be the Skyraider II. AFSOC leaders made the announcement today at the Special Air Warfare Symposium. The moniker renews the rugged and versatile nature of the A-1 Skyraider, which was in service from 1946 to the early 1980s.
36. 1 2  Parsch, Andreas. "Missing" USAF/DOD Aircraft Designations. designation-systems.net
37. ↑  , designation-systems.net.
38. ↑  Bradley, Robert, 2013. Convair Advanced Designs II: Secret Fighters, Attack Aircraft, and Unique Concepts 1929-1973. Manchester, England: Crécy Publishing. ISBN 978-0-8597917-0-0.
39. ↑  Jeffrey T. Richelson (July 2001). “When Secrets Crash”. 《Air Force Magazine》. 2023년 6월 21일에 확인함.
40. ↑  Andrade 1979, p. 8
41. 1 2 3 4  Andrade 1979, p. 9

### 일반 및 인용된 참고 문헌
- Andrade, John (1979). 《U.S. Military Aircraft Designations and Serials Since 1909》. Midland Counties Publications. ISBN 0-904597-22-9.